# Matthias Schirren
Matthias Schirren (geboren 1957 in München) ist ein deutscher Architekturhistoriker.

## Leben
Matthias Schirren studierte Kunstgeschichte, Geschichte und Archäologie in Marburg, Freiburg und Berlin. Er wurde 1990 an der Universität Marburg mit einer Arbeit über Hans Poelzig promoviert. Ab 1993 war er Leiter der Sammlung Baukunst an der Akademie der Künste Berlin. Er nahm Lehraufträge an der Universität der Künste Berlin wahr. Von 2006 bis 2023 war er Professor für Geschichte und Theorie der Architektur an der TU Kaiserslautern.
Schirren organisiert Ausstellungen, forscht und publiziert zur Kunst und Architektur des 19. und 20. Jahrhunderts.

## Schriften (Auswahl)
- Was ist „deutsche“ Baukunst? Zur Auseinandersetzung um das Neue Bauen 1933/34, in: Peter Hahn (Hrsg.), Christian Wolsdorff (Mitarb., Red.): Bauhaus Berlin. Auflösung Dessau 1932. Schließung Berlin 1933. Bauhäusler und Drittes Reich. Eine Dokumentation. Weingarten : Kunstverlag Weingarten, 1985, ISBN 3-8170-2002-3, S. 253–285
- Hans Poelzig : die Pläne und Zeichnungen aus dem ehemaligen Verkehrs- und Baumuseum in Berlin.  Ernst & Sohn, Berlin 1989, ISBN 3-433-02091-4
- Matthias Schirren, Sylvia Claus (Hrsg.): Julius Posener. Ein Leben in Briefen. Ausgewählte Korrespondenz 1929–1990. Birkhäuser, Basel 1999, ISBN 3-7643-6065-8.
- Hugo Häring. Architekt des Neuen Bauens 1882–1958. Hatje Cantz Verlag, Ostfildern-Ruit 2001 (Katalog zur Ausstellung in der Akademie der Künste, Berlin)
- Winfried Nerdinger, Kristiana Hartmann, Matthias Schirren, Manfred Speidel: Bruno Taut 1880–1938. Architektur zwischen Tradition und Avantgarde. Deutsche Verlags-Anstalt, Stuttgart 2001, ISBN 3-421-03284-X.
- Bruno Taut, alpine Architektur : eine Utopie. München : Prestel, 2004, ISBN 978-3-7913-3156-0
- Matthias Schirren für die Akademie der Künste (Hrsg.): Kurt Ackermann. Das Gesamtwerk des Architekten. Hatje Cantz, Ostfildern-Ruit 2005, ISBN 978-3-7757-1498-3
- Wolfgang Pehnt, Matthias Schirren (Hrsg.): Hans Poelzig. Architekt, Lehrer, Künstler. DVA, München 2007, ISBN 978-3-421-03623-0 (Begleitbuch zur Ausstellung 2008)
- (Hrsg.): Moderne Architektur exemplarisch. Hans Herkommer (1887–1956). Katalog zur Ausstellung in der Architekturgalerie Kaiserslautern. Kaiserslautern 2010
- (Hrsg.): Architektur und Geschichte konkret : das Martin-Graßnick-Archiv und die Martin-Graßnick-Visiting-Professur zur Förderung des wissenschaftlichen Nachwuchses an der Technischen Universität Kaiserslautern. Tübingen : Wasmuth, 2017, ISBN 978-3-8030-0821-3